# نجاتم بده (مجموعه تلویزیونی)
نجاتم بده (کره‌ای: 구해줘؛ انگلیسی: 구해줘) یک مجموعه تلویزیونی محصول کره جنوبی سال ۲۰۱۷ با بازی اوک تک یون، سو یه جی، جو سونگ ها و وو دو هوان است. به عنوان اولین مجموعه تلویزیونی از شرکت تهیه‌کننده لی جه-مون با نام هیدن سیکوئنس است که از ۵ اوت تا ۲۴ سپتامبر ۲۰۱۷ از شبکه اوسی‌ان برای ۱۶ قسمت پخش شد.

## بازیگران

### اصلی
- اوک تک یون در نقش هان سانگ-هوان
- سو یه جی در نقش ایم سانگ-می
- جو سونگ ها در نقش بک جونگ-کی
- وو دو هوان در نقش سوک دونگ-چول

### فرعی

#### هیلبیلی کوارتت
- لی دیوید در نقش وو جونگ-هوک (بهترین دوست سانگ-هوان و دونگ-چول)
- ها هوا-جونگ در نقش چوی مان-هی (دوست باهوش سانگ-هوان و دونگ چول)

#### خانواده سانگ-می
- جونگ هائه-گیون در نقش ایم جو-هو (پدر سانگ-می)
- یون یو-سون در نقش کیم بو-اون (مادر سانگ-می)
- جانگ یو-سانگ در نقش ایم سانگ-جین (برادر دوقلوی سانگ-می)

#### مردم در گوسون‌ون
- پارک جی-یونگ در نقش کانگ اون-شیل
- جو جائه-یون در نقش وان-تائه
- سون سانگ-کیون در نقش وان-دئوک

#### مردم در موجی
- سون بیونگ-هو در نقش هان یونگ-مین (پدر سانگ-هوان)
- چوی مون-سو در نقش چائه مین-هوا (مادر سانگ-هوان)
- جانگ هیوک-جین در نقش لی کانگ-سو
- کیم کوانگ-کیو در نقش وو چون-کیل
- گو جون در نقش چا جون-گو
- کانگ کیونگ-هون در نقش لی جی-هی
- چوی هیوک-جو در نقش مادام توداری
- پارک سو-یئون در نقش چوی کیونگ-هیه
- جون یو بین در نقش هونگ سو-رین (روزنامه‌نگار مخفی در گوسون‌ون)
- لی جائه-جون در نقش دائه-شیک
- یون جونگ-سوک در نقش لی بیونگ-سوک

## یادداشت
1. ↑  In 2019, starting with the MBC TV drama Item, he started to use the pen name "Jung Yi-do".[۱]